# 張國明
張國明（1990年12月23日—），男，生於香港，香港球運動員，司職左後衛，現時效力香港甲組聯賽球會沙田。

## 球員生涯
張國明生於香港，於2010年9月加盟甲組球會公民，並於2011年1月28日作客港會的聯賽，首度正選上陣，更為球隊博得一個12碼，協助公民最終以3–1勝出，到2011年7月，外借給由年輕球員組成的港菁半季，並在2012年4月28日以1–5不敵天水圍飛馬的比賽中，取得職業生涯首個入球，到2012年夏天轉會晨曦，一直是正選名單常客，並在9月9日對南華的聯賽，後備入替，更取得入球，協助晨曦以2–2賽和對手，
到2014年7月，他加盟港超聯球會傑志，惟面對強大競爭，表現未達要求失去上陣機會，並在12月21日作客標準流浪的聯賽，取得加盟球隊後的首個入球，最終協助傑志以8–0擊敗對手，直至2015年8月，由於傑志左後衛張健峰轉投南華，使隊中以本地球員註冊的左後衛位置空缺，令教練加西亞嘗試把張國明轉型左後衛，
在2016年8月2日，張國明加盟由中超球會廣州富力出資及組建的港超聯球會R&F富力，並在9月18日以0–1不敵標準灝天的高級組銀牌初賽，首度為球隊正選，至64分鐘被換出，最終無法晉級，季初，張國明在球會未能爭取到正選，其後教練將他移入中路，使他開始找到自己的最佳位置，更在對港會的賽事交出助攻，協助球隊勝出，漸漸坐穩球隊正選位置，
惟到2017年1月，隨着轉會窗重開，R&F富力在屬會廣州富力借兵，以及羅致兩名經驗豐富的香港球員後，隊中出現人滿之患，而教練李志海經與會方研究後，決定作出取捨希望可以將張國明和梁家希兩名香港球員外借，但最終未有球會肯接收，令球會與兩人提前解約，其後張國明正式轉會港超聯球隊標準灝天，到季尾隨球隊總監李輝立加盟標準流浪，更獲教練委任為隊長，結果流浪在2018年4月22日主場不敵R&F富力後，宣告護級失敗。
2019年加入香港飛馬,擔任正選左後衞並交出不少助攻,表演不逐 其後因巴西外援大衞拉斐爾加盟導致其正選機會減少。
2020年加盟甲組球會沙田至今（2021）,累積共有7個入球。

## 榮譽
公民
- 香港高級組銀牌冠軍（2010–11季度）

傑志
- 香港超級聯賽冠軍（2014–15季度）
- 香港聯賽盃冠軍（2014–15季度）
- 香港足總盃冠軍（2014–15季度）

香港代表隊
- 港澳埠際賽冠軍

（2013年）
- 亞洲足協杯4強

（2015年）

## 外部連結
- 香港足球總會網頁球員資料 （页面存档备份，存于）